# قاموس التراث الأمريكي للغة الإنجليزية
قاموس التراث الأمريكي للغة الإنجليزية (بالإنجليزية: The American Heritage Dictionary of the English Language)‏ ويُدعى اختصارًا AHD، هو قاموس أمريكي نُشرت النسخة الأولى له في عام 1969 بواسطة دار نشر هوتون ميفلين في بوسطن. شجع الجدال حول قاموس ويبستر الدولي الثالث الجديد على نشر هذا القاموس.